# Paul Goddard (muzikant)
Paul Goddard (Rome (Georgia), 23 juni 1945 - 30 april 2014) was een Amerikaanse bassist. Zijn bekendheid kreeg hij als bassist en "zwaargewicht" van Atlanta Rhythm Section.
Goddard is de grote onbekende binnen de band. Hij wordt toegevoegd als een studioband bestaande uit begeleiders het plan heeft zelf muziek op te nemen onder leiding van Buddy Buie. De plaats van handeling is Studio One te Doraville (Georgia). De naam van de band is daarom logisch als begeleidingsband: Atlanta Rhythm Section. Goddard was er vanaf het begin bij en haakte pas af, toen de band in de tijdgeest ten onder ging aan de vele personeelswisselingen en verandering van muzieksmaak. Toen de band in 1989 een doorstart maakte was hij er niet meer bij. Op forums gewijd aan basgitaristen ging het verhaal dat hij werkzaam was in de computerindustrie.
Pas in 2011 trad Goddard opnieuw toe tot the Atlanta Rhythm Section. Hij trad regelmatig met de band op tot hij op 30 april 2014 na een kort ziekbed overleed.
Goddard is bij liefhebbers van het basgitaargeluid geliefd vanwege zijn solo in het nummer Champagne Jam van het gelijknamige album en Another man’s woman van Red Tape.
In de gedaante van voorloper van de band speelde hij al mee op Naked songs van Al Kooper, een van de eerste musici die in Studio One kwamen. Ook speelde Goddard mee op Seeds of Time van Kerry Livgren.

## Discografie ARS
- Atlanta Rhythm Section (1972)
- Back Up Against the Wall (1973)
- Third Annual Pipe Dream (1974)
- Dog Days (1975)
- Red Tape (1976)
- A Rock and Roll Alternative (1976)
- Champagne Jam (1978)
- Underdog (1979)
- Are You Ready! (1979)
- The Boys from Doraville (1980)
- Quinella (1981)
- Live at The Savoy, New York October 27, 1981 (2000)